# Kliopsyllus perharidiensis
Kliopsyllus perharidiensis är en kräftdjursart som först beskrevs av Wells 1963.  Kliopsyllus perharidiensis ingår i släktet Kliopsyllus och familjen Paramesochridae. Arten är reproducerande i Sverige. Inga underarter finns listade i Catalogue of Life.